# Loro Piana
Loro Piana — італійська компанія з виробництва одягу, що спеціалізується на виробництві високоякісного кашеміру та шерсті.

## Історія
Бренд бере початок з міста Тріверо (район на півночі Італії, що славиться текстильним виробництвом), сім'я Лоро П'яна почала свою діяльність як купці шерстяних тканин на початку 19-го століття. У другій половині 19 століття сім'я переїхала до Вальсесії і заснувала на початку 20 століття Lanificio Fratelli Lora e Compagnia, а потім Lanificio di Quarona di Zignone & C. . Франко Лоро П'яна, батько П'єра Луїджі почав експортувати чудові тканини у 1940-х роках, а П'єр Луїджі та його старший брат Серхіо, приєднались в 1970-ті роки.
8 липня 2013 р. LVMH придбав 80 % Loro Piana за 2 млрд. Євро, а решта частки залишилися в сім'ї Loro Piana. Варіанти опціонів на викуп та придбання у розмірі 20 % акцій сім'ї закінчилися в 2016 році.
19 грудня 2013 року Серджіо Лоро Піана помер.
У 2017 році сім'я Лоро-Піани зменшила 20 % власності на володіння до 15 %. Зокрема, П'єр Луїджі Лоро Піана скоротив свою частку до 5 відсотків, в той час як сім'я Серхіо Лоро П'яна як і раніше володіє своїми вихідними 10 відсотків.

## Бутики
Компанія має магазини в Європі, Північній Америці та Азії, що налічує 132 магазини по всьому світу.

## Цікаві факти
Loro Piana відома як одна з небагатьох компаній у світі, що виробляє одяг із вовни вікуньї, які відомі своєю м'якістю та цінністю. Для прикладу пальто Loro Piana виготовлене з такого матеріалу коштує в середньому 25 тисяч $, а светр від п'яти до восьми тисяч $.
| Компанії | Це незавершена стаття про підприємство. Ви можете допомогти проєкту, виправивши або дописавши її. |